# Maie Kalda
Maie Kalda (bis 1947 Maie-Liis Kalda, * 19. Juni 1929 in Väike-Maarja; † 8. November 2013 in Tallinn) war eine estnische Literaturwissenschaftlerin und -kritikerin.

## Leben
Maie Kalda machte 1947 in Väike-Maarja ihr Abitur und studierte von 1948 bis 1951 im Fernstudium an der Universität Tartu Estnische Philologie. Parallel dazu arbeitete sie in Väike-Maarja, von 1953 bis 1956 studierte sie in Tartu, wo sie 1956 ihr Abschlussexamen cum laude bestand. Von 1956 bis 1959 war sie Aspirantin am Institut für Sprache und Literatur (estn. Keele ja Kirjanduse Instituut) der Estnischen Akademie der Wissenschaften, dem Vorläufer des heutigen Instituts für Estnische Sprache und des Under und Tuglas Literaturzentrums in Tallinn. Ab 1960 war sie dort in verschiedenen wissenschaftlichen Positionen angestellt, 1963 erwarb sie mit einer Arbeit über Jaan Kärner den Titel „Kandidatin der Wissenschaften“. Kalda war seit 1966 Mitglied des Estnischen Schriftstellerverbandes und seit 1977 korrespondierendes Mitglied der Finnischen Literaturgesellschaft. 1980 gehörte sie zu den Unterzeichnern des Briefs der Vierzig.

## Werk
Kalda publizierte seit 1958 Literaturkritiken und legte 1964 ihre erste Buchveröffentlichung vor. Es folgten rasch weitere Publikationen, wobei sie sich auf die Geschichte der estnischen Literaturkritik und der Literaturgeschichtsschreibung konzentrierte. Als Hauptredakteurin des in der Umbruchszeit der Singenden Revolution erstellten zweiten Teilbandes des fünften Bandes der Estnischen Literaturgeschichte war sie federführend bei der Abschüttelung der sowjetischen Zensur in der estnischen Literaturgeschichtsschreibung. Nicht zuletzt diese Tätigkeit hat ihr den Titel „Grand old lady“ der estnischen Literaturwissenschaft eingebracht.

## Auszeichnungen
- 1977 Juhan-Smuul-Preis für Kritik
- 2001 Jahrespreis des Estnischen Kulturkapitals (Essayistik)
- 2001 Orden des weißen Sterns, IV. Klasse
- 2006 Orden des Staatswappens, IV. Klasse
- 2013 Staatlicher Wissenschaftspreis

## Bibliografie (Auswahl)

### Monografien
- Jaan Kärner kirjanduskriitikuna (1920–1940). Eesti Riiklik Kirjastus, Tallinn 1964. 151 S.
- Kirjandusest ja kriitikast. Eesti Raamat, Tallinn 1976. 253 S.
- (Hg., gemeinsam mit Piret Viires, Reet Krusten): Eesti pagulaskirjandus. Kirjandusteadus, kriitika, lastekirjandus. Eesti Teaduste Akadeemia Underi ja Tuglase Kirjanduskeskus, Tallinn 1995. 143 S.
- Mis mees ta on? Eesti Teaduste Akadeemia Underi ja Tuglase Kirjanduskeskus, Tallinn 2000. 399 S.
- Debora ja vennad. Eesti Kirjandusmuuseum, Kultuuri- ja kirjandusteooria töörühm, Tallinn/Tartu 2010. 473 S.
- Mis loom see on? Eesti Kirjandusmuuseum, kultuuri- ja kirjandusteooria töörühm, Tallinn, Tartu 2004. 389 S.

### Aufsätze
- Jacob Johann Malm ja makarooniline luule, in: Vikerkaar 3/1993, S. 67–74; 4/1993, S. 67–72.
- Krossi keeleloomest. Romaanide "Kolme katku vahel" I ja "Wikmani poisid" põhjal, in: Keel ja Kirjandus 7/1995, S. 468–474.
- Makaroonilisi ühe- ja kahekõnesid eesti keeleruumis, in: Looming 2/1996, S. 258–270.
- Metsanurga ajalugu ja passionaarid, in: Looming 9/1996, S. 1255–1266.
- Tammsaare, Koorti ja Wiiralti loomad, in: Vikerkaar 1-2/1996, S. 85–104.
- Kivikas hakkab peale ja lööb pihta, in: Looming 1/1998, S. 103–110.
- Teet Kallase Tallinn, in: Looming 4/2003, S. 594–601.
- Smuuli mütoloogiat. Suur hall, in: Keel ja Kirjandus 9/2003, S. 633–647.
- Ruudi Rimmel ja "Kirjanduselu tegelik parteiline juhtimine", in: Looming 9/2005, S. 1398–1405.
- Evald Mänd ja Eugenie Moorberg, in: Looming 8/2006, S. 1249–1264.
- Debora Vaarandi ja Walt Whitman, in: Looming 10/2006, S. 1533–1546.
- Deutsch-estnische makkaronische Dichtung, in: Michael Garleff (Hg.): Literaturbeziehungen zwischen Deutschbalten, Esten und Letten. Carl-Schirren-Gesellschaft, Lüneburg 2007, S. 119–132.
- Oskar Kruusi apellatsioonid. Kolleegi meenutades, in: Looming 4/2008, S. 604–618.
- Noor Vahing. Mees, kes hakkas kirjanikuks, in: Looming 5/2008, S. 769–776.

### Sekundärliteratur
- Intervjuu Maie Kaldaga, in: Keel ja Kirjandus 6/1999, S. 417–418.
- Rein Veidemann: Kõne Maie Kalda auks. Kommentaar ja edasiarendus, in: Keel ja Kirjandus 6/2009, S. 444–446.